# Добротвірська селищна рада
| Добротвірська селищна рада — орган місцевого самоврядування у Кам'янка-Бузькому районі Львівської області з адміністративним центром у смт Добротвір. Історична дата утворення: в 1955 році. Водоймища на території, підпорядкованій даній раді: річка Західний Буг. Селищній раді підпорядковані населені пункти: - смт Добротвір |

## Склад ради
Рада складається з 30 депутатів та голови.

### Керівний склад ради
| ПІБ                     | Основні відомості                                                              | Дата обрання | Дата звільнення |
| ----------------------- | ------------------------------------------------------------------------------ | ------------ | --------------- |
| Абаімов Василь Петрович | Селищний голова, 1963 року народження, освіта, член Партії «Реформи і порядок» | 26.03.2006   | 31.10.2010      |
| Ніколаєв Роман Ігорович | Селищний голова, 1973 року народження, освіта, безпартійний                    | 31.10.2010   |                 |

Примітка: таблиця складена за даними джерела